# Xボンバー
『Xボンバー』（エックスボンバー）は、永井豪原作によるテレビ番組、漫画および劇中に登場する宇宙船の名称。
本作は1980年10月4日から1981年3月28日まで、フジテレビの土曜日18:00-18:30枠で放送された、じんプロダクション・コスモプロダクション制作のスーパーマリオラマ（SF特撮人形劇）である。
放映第一回目の「超宇宙マシーンXボンバー・発進準備完了」は、VTR撮影の特別番組で、本編は全25話。現在、フィルム撮影の全25話のみが、エノキフィルムの管理によって映像ソフト化されている。
本編のほかに30分のパイロットフィルムが存在し、当時のSF大会で上映されたこともある。パイロットフィルムの映像ソフト化はダイジェスト版という形ではあるがXボンバー REMASTER DVD-BOXに収録されている。

## 背景

### 企画経緯
参考：宇宙船140 2013, p. 119
企画は、じんプロダクションのプロデューサー池田公雄が永井豪に持ち込み、1979年秋にチャンネル16の山田を通してコスモプロダクションの三上へ制作を依頼し開始された。三上はスタジオや美術予算の縮小のためにマリオネットでの作品制作を模索しており、池田の提案と合致し人形劇での制作となった。原作とキャラクターデザインは池田の意向により永井豪が起用され、永井の推薦により藤川桂介がメインライターとなった。
『竹取物語』を基にしたものに、バトルものを組み合わせた形で企画は進行し、初期に出されたものは、地球防衛組織・超撃隊バイレンサーが宇宙盗賊集団・宇宙魔賊ゲルマと戦う侵略ものであった。
日本国外での展開を念頭に置いたパイロットフィルムは制作費4千万円と1年余りの期間をかけて制作され、テレビシリーズの制作へと至る。

### 製作
本作品の実質的な製作は、三上陸男が社長を務めていた造形会社「コスモプロダクション」に任されていた。エキスプロダクションの社員時代に『サンダーマスク』の撮影などを担当していた安倍安正（安部安正）や土田政雄は、コスモプロに移籍後、本作品へも起用されることになった。合成を担当した山田孝は、16mm合成を専門に設立したチャンネル16の社長を務めており、裏番組の『電子戦隊デンジマン』でもチャンネル16名義で合成を担当していた。
コスモプロダクションは本作品のために新たなスタジオを用意して制作にあたった。一方で制作当初はスタッフはアルバイトの5・6人しかおらず、コスモプロは三上以外現場には参加していなかった。
前述のように予算縮小のために人形劇になったものの、アニメのテイストを活かしつつリアルに作られた5～60万円の人形や、最大数メートルもあるミニチュア、細部まで精密に作られたセットなど、当初の見積もりよりもはるかに予算がかかったという。
現場はマリオネットを用いた撮影に不慣れであったため撮影は遅滞し、一か月に3本を完成させるのが限度であった。そのためスケジュール調整として第1話は特番となり、その後も総集編を3本挿入することとなった。

## 反響
裏番組に『電子戦隊デンジマン』や『料理天国』などが存在していたことから視聴率は低迷し、当初の予定の通り2クールで終了した。
一方で、タカトクトイスから発売されたロボットの玩具は「当初目標とした売上げ20億円を大きく上回った」。

## ストーリー
西暦2999年、第三次星間戦争が終結し、平和を迎えた太陽系に、謎のゲルマ帝国の艦隊が襲来、その圧倒的戦力でカスター大尉の守る冥王星の前線基地を落とし、一気に地球へと侵攻する。ゲルマ軍のブラディ・マリーは、F-01の引き渡しを求めて最後通牒をつきつけてくるが、地球防衛総合司令本部のジェネラル黒田にもそれが何かわからない。ジェネラルは、宇宙戦士訓練学校の銀河シロー、ボンゴ・ヘラクレス、ビッグマン・リーの三人をムーン・ベースへ向かわせ、ドクトル・ベンが建造していた戦闘母艦Xボンバーの乗組員とし、ゲルマ艦隊を撃退することに成功した(第1話)。
一方、火星で拾われ月で育てられたベンの秘書ラミアは、自分がF-01ではないかと疑い、突然現れた謎の宇宙帆船ドクロ号と接触を試みるが、ドクロ号はゲルマ艦隊に追われて何処ともなく去ってしまう(第5話)。ドクトルは、Xボンバーにラミアを乗せ、ドクロ号を追って銀河漂流(スペースオデッセイ)へと旅立つ(第6話～13話)。ラミアは、ドクロ号艦長ハレーとの接触に成功しテレパシーに目覚めるも(第14話)、罠にはまってゲルマに捕まってしまう(第15～第19話)。
ハレーにラミアの秘密を聞かされるXボンバーの一行は(第16話)、ラミアをゲルマから奪還するが(第19話)、ラミアの暗殺をはかるブラディ・マリーの魔の手にドクトルがたおれる(第20話)。ハレーの待つM-13にたどり着いたシローとラミアは、そこで父・三郎博士と再会する(第21話)。
F-01とドクロ号の接触を許してしまったブラディ・マリーらは、M-13に総攻撃を開始するも、銀河三郎の開発した宇宙砲に撃退されてしまった。これを重く見たゲルマ魔王は、マリーの艦隊を見捨て、ゲルマ本星を地球に近づけて攻撃をしかけてくる(第22～24話)。Xボンバーは、急ぎ地球を目指し、追撃するマリーらを粉砕するも、本星ゲルマ城の攻撃に圧倒され、なすすべもない。地球防衛軍、ドクロ号、Xボンバー、ビッグ・ダイエックスのすべてがゲルマ帝国の攻撃に沈黙したその時、惑星直列の中、銀河新世紀・西暦3000の夜明けがラミアを照らす。
　ラミアはハレーを融合して女神になると、ゲルマ魔王を諭すも、いうことを聞かない魔王に神罰が下り、魔王を乗せたゲルマ本星が大爆発して四散する。ラミアは、大宇宙の平和を守る使命のためにと、テレパシーでXボンバーの一行に別れを告げ、いずこともなく去ってしまう。Xボンバーは、その使命を終え、平和の訪れた新世紀を祝うため、地球への帰路に就くのであった。「しかし、地球に、宇宙に、本当に平和が訪れたのだろうか」と余韻を残すナレーションで幕を閉じる(第25話)。

## 登場人物と声の出演

### Xボンバーのクルー
銀河 シロー
声：古川登志夫（テレビ版）/田中秀幸（パイロット版）
本編の主人公。ビッグ・ダイエックスのメイン操縦とエネルギー系統を担当し、ブレインダーに搭乗する。Xボンバーを設計した銀河三郎博士の一人息子。いつも銀色のヘルメットをかぶっている。
X計画を担うためにムーン・ベースに派遣された。やや射撃が苦手であったが、カスターのアドバイスで克服する。ラミアに対して心惹かれており、互いに愛情を感じるようになる。
- 和のテイストが採用されたコスチュームが最終決定デザインとなった。第5話までの本編では左前に着ていることが多く、フィギュアなどもそれが反映して左前となっている。トリプルアタック時のバンクフィルムやアカデミー時代と第6話以降の本編では正しく着て撮影されている。
- 2022年現在は頭部と靴、柔道着のような上着のみが残存している。

ボンゴ・ヘラクレス
声：千葉繁（テレビ版）/野田圭一（パイロット版）
Xボンバーの火器系統および索敵システムを担当し、ジャンボディーに搭乗するアフロヘアーの黒人。PPアダムスキーからは「馬ヅラ」と呼ばれている。ギターが趣味で、工具をコスチュームに身につけている。動体視力にも優れている。リーやシローとは宇宙戦士訓練学校の同期。クールで現実主義的な考え方の持ち主で、感情に左右されやすいシローと衝突することも多い。
人形は口と同時に、下あごが動くというギミックが加えられている。
ビッグマン・リー
声：竜田直樹（テレビ版）/古川登志夫（パイロット版）
Xボンバーのレーダーおよび通信担当で、レッグスターに搭乗する小太りの金髪白人。
原作ではサングラスをかけた正体不明の風貌だったが、人形劇ではユーモラスなデザインに改められている。普段はおっとりとした性格ののんびり屋で何かしらいつも口にしている食いしん坊だが、戦闘艇の操縦や火器の扱いに長けている。オバケと地震が大の苦手。
- 永井豪の最終決定デザインでは、アジア系のイメージであった。
- 2022年現在ではかつら、左肩のパーツ、上着、靴が残存している。

ドクトル・ベン
声：寺島幹夫（テレビ版）/矢田耕司（パイロット版）
ムーン・ベースの最高司令官で、Xボンバー艦長。銀河三郎博士とは旧知の仲で、ラミアの後見人も務める。行方不明となった博士の意志やX計画を引き継ぎ、Xボンバーを完成させた。ゲルマのカマキリ型暗殺サイボーグからラミアを庇って命を落とす。
ラミア
声：小山茉美（テレビ版）/川島千代子（パイロット版）
ドクトル・ベンの秘書を務める謎の美少女で、Xボンバーでは乗組員の生活全般を担当する。幼少期に火星に不時着した謎の宇宙船の中から三郎によって発見され、我が子同然に育てられた。
その正体はエスパー星の王女で、ゲルマ魔王の全宇宙支配の最大の障害として探し求めていた大宇宙の女神・F-01であることが判明し、西暦3000年が到来するとともにF-01に覚醒した。
- アニメ『エックスボンバー』時のキャラクターデザインでは、マリィ・クレストという名前の女性戦士であった。
- パイロットフィルムでは腕輪がオミットされているほか、ペンダントの形状が異なる。顔立ちもやや大人びており、睫毛が長く、前髪が真ん中で分けられている。
- 人形の頭部は左右に眼球が動かせるものと瞬き機能があるものの二種類が存在する。

キララ
声：田中崇（テレビ版）/？（パイロット版）
雪男のような白い毛むくじゃらの宇宙生物で、ラミアが幼少期から彼女のボディーガードを務めている。人語を解するが、喋ることは出来ない。
ゲルマ軍との最終決戦中にラミアを守って戦死する。
- 2022年現在ではオリジナルは残存しておらず、新規に着色したフェイクファーを削った発泡剤に貼ったものが造形された。

PPアダムスキー
声：三ツ矢雄二（テレビ版）/田の中勇（パイロット版）
球状のサポートロボットであり、Xボンバーの艦内環境調整を担当する。乗組員の中で最古参のため、やたら先輩風を吹かす口うるさい性格をしている。レーザー光線による攻撃も可能。原作では地面を這うだけだったが、人形劇では手足が付きながら、艦内を飛び回る仕様が加えられた。
- キャラクターデザインでは地上走行がメインとなる予定で、腕も未装着であった。
- 人形は監督の高橋章が記念として自宅に持ち帰り、2016年の時点で現存している。

### ゲルマ帝国
ゲルマ魔王
声：田中崇（テレビ版）/雨森雅司（パイロット版）
全宇宙支配を目論むゲルマ帝国の魔王。頭部はドクロと角とがモチーフになっている。半年後の宇宙新世紀にF-01が覚醒するまでに、これを手中に収めて宇宙征服の道具にしようと、ブラディ・マリーにその探索と生け捕りを命じている。作戦に失敗した部下は処刑だとしてコズロをおびえさせることもあったが(9話)、最後には放逐し(22話)、自らゲルマ本星ことゲルマ城を動かして、地球に攻め込んで来た(24話)。地球の戦力では及ぶべくもない圧倒的な戦力を持っているが、覚醒したラミアことF-01にいなされ、それでも回心しないため成敗された(25話)。
原作では等身大だったが、作品の初期はスキャニメイトによるホログラムで登場、第9話では、ゲルマ城の処刑場の地平の果てに顔が浮かび、大きな手がコズロをつかんで握りつぶそうとするなど、大巨人として描かれたが、23話以降は美術スタッフがスーツアクターを務めている。
- 2022年現在では大きな劣化は確認できず、修理することなく現存している。ただし、飾りボタンが代替品に置き換えられ、胸のエンブレムも新規に実寸大コピーを元に造形された。

ブラディ・マリー
声：吉田理保子（テレビ版）/千々松幸子（パイロット版）/佐藤正治（テレビ版・パイロット版）
太陽系方面先遣艦隊総司令官。女性だが左目に男性の別人格を宿し、男女二つの人格を有する。ゲルマに忠誠を誓う勇猛な武将だが、地球軍との交渉もこなし、疑り深く、必要なら卑劣な作戦も採用する。部下のコズロのおべっかは好まず、よく軽薄な提案を却下して別の命令を出した。23話ではゲルマ母艦でコズロの仇を討たんとするも、ビッグ・ダイエックスに侵入され、その巨大な拳を受けて散った。
- 初期デザインでは覆われている目が逆であった。別稿では忍者帷子を取り入れたものもあった。

コズロ
声：野本礼三
ゲルマ先遣艦隊副司令官で、最前線で指揮を執る戦闘隊長。ブラディ・マリーの部下でもある。
顔の片側にムカデが這ったようなデザインがされている。追撃を提案してはよくマリーに却下される。醜悪な顔と声の持ち主だが、ラミアには「かわゆい」と何度も口にするほど感動していた。第23話冒頭では「戦闘中に死ぬならまだしも」「空母の天井が崩れて」両脚を失って寝かされていた。その時点で、ゲドラ博士の脳改造で忠誠心と勇猛心が強化されていたため、自分と上官の名誉のため、自らコズロ空母を操ってXボンバーに特攻をしかけ、その最期を遂げた。
- 書籍によっては、諜報長官ヒドーのキャラクターデザインがコズロに転じたと推測している。最後の負傷もXボンバーとの戦闘で宇宙砲によるものと解しているが、22話エピローグではまだ無傷である。
- 2022年現在は、マントと剣のみ現存している。

ゲドラ博士
声：緒方賢一
科学班の主任で、主に兵器の開発を担当している。身体の半分がサイボーグ化されている。移動要塞に自ら乗り込み、ビッグ・ダイエックスと対戦したが、破れて負傷しトラウマとなり(22話)、母艦に攻め込まれたときは狼狽して指令室を逃げ出し、崩れた天井と壁の下に飲み込まれた(23話)。
- 頭部はガスマスクやヘッドホン状のデザインが検討されていた。

エイリアン
ゲルマ兵士とも呼ばれる帝国の戦闘兵士。アゴは、動物のように縦に動くが、昆虫のアリに似た顔をしており、点滅する赤い眼を持ち、頭部のパイプが切断されると体液が流出して死亡する。
- 初期デザインは忍者の下忍のようなものもあった。

サイボーグコマンド
精鋭部隊の特殊工作兵。カマキリに似た風貌で、両腕が刃物になっており、しゃべる時はアゴが昆虫のように左右に開く。ジープに良く似た地上用車両で、レーダーを掻い潜りXボンバーに接近、艦内に潜入した。ラミアを暗殺しようとして失敗するも、ドクトル・ベンに傷を負わせ、死に至らしめた。
資料によっては名前をサイボーグとし、暗殺生物と解説しているものもある。書籍によっては、名称を「暗殺サイボーグ」と記載している。
- シナリオでは「キメラ」という呼称であった。
- 足首はゲルマ兵のものの改造である。

### その他
ジェネラル黒田
声：柴田秀勝（テレビ版・パイロット版）
地球防衛総合本部（Earth Defence Force=E.D.F.）の最高司令官。ドクトル・ベンの親友で、シローたちをXボンバーに乗せた責任者。
- アニメ『エックスボンバー』のキャラクターデザインでは、ドクトル・ベンの役割を併せ持っていた。
- パイロット版ではややコスチュームのデザインが異なり、左肩の肩章部分も赤くない。

銀河三郎博士
声：寺島幹夫
シローの父で、X計画の立案者にしてXボンバーを設計・開発した。ラミアの出生の秘密の調査中に消息不明になってしまう。後にゲルマ帝国に捕虜となっていることが判明、ハレ―によって救出される。その後は、ヘラクレス球状星団M13で宇宙砲開発に従事していたが、敵の凶刃に倒れた旧友ドクトル・ベンに代わりXボンバーのキャプテンシートに就き、事実上の艦長となった。
カスター大尉
声：若本紀昭（テレビ版）/池水通洋（パイロット版）
冥王星基地司令で、訓練学校時代のシローたちの教官も務めていた。ゲルマ母艦を迎撃に出撃したアストロファイター隊の指揮を執るが先遣部隊によって編隊は冥王星基地ともに全滅、生死不明となる。実はゲルマ帝国の捕虜となっており、F-01の正体を突き止めるために記憶抽出装置に掛けられた後、改造・洗脳され顔面にサソリ型のレリーフが付き片腕が機械化されたサイボーグの司令官となって、Xボンバーの敵として立ちはだかる。
シローとの戦いの末に正気を取り戻すが、あえてシローとの一騎打ちで撃たれる。
ハレー
声：森功至
謎の帆船ドクロ号の艦長。ラミアとの婚約者でエスパー星人の生き残りだが、自らの素性を伏せたうえでシローたちに有用な情報をもたらす。
- 2022年現在は頭部と刀のみ現存している。

ナレーター：藤本譲（テレビ版）/？（パイロット版）

## 登場メカ

### 超宇宙マシーン Xボンバー
外宇宙からの侵略に対抗するための、"X計画"によりムーン・ベース地下で極秘裏に建造された、全長259mにも及ぶ巨大宇宙戦艦。特徴的なX型の左右上下各対照な主翼を装備し、また水鳥のように下垂した艦首を持つ。優れた高速性を持ち、地球時間換算で一年以上の長期の宇宙での生活や作戦行動を想定した生命維持機能を有し、そのための生活資材や食料の長期保管も可能。主な武器は、機首部分を上方に展開して短時間で発射する中規模エネルギー砲・ブレスト速射砲と、翼端にある4機の砲門より同時発射される最強のレーザーエネルギー兵器・X字型の破壊光波「Xインパルス」で、後者はゲルマ母艦に甚大な被害を与えることが可能だが、発射後は全駆動エネルギーの90%を消費する弱点を持つ。他にもX機関砲やX電磁砲、電磁ナパーム、ブレスト速射砲、艦首ブリッジ側面に左右それぞれ二連装の回転式銃座や爆雷を装備している。また、スペクトル探査性能や航路追跡装置も装備している。左右両舷と艦底の計3箇所にトリプル・アタッカーと呼ばれる3機の艦載機各機を格納搭載しており、各機に専用シューターで移動する。
- 初期の企画『エックスボンバー』では、6体のロボットが合体・変形した巨大戦艦であった[2]。

### トリプル・アタッカー
Xボンバーを母艦とし、Xボンバーの護衛や航路の偵察・斥候、襲撃する敵の迎撃などのために用いられる。迎撃機・爆撃機・駆逐艦の三種の目的を持つ各々の中小の艦載機の総称であり、それぞれ偵察・斥候、強襲、護衛が主任務である。なお、護衛を主とするレッグスターにも他の2機と同じ程度の火力を与えられている。各機とも合体機能を有しており、3機が合体することで後述のビッグ・ダイエックスとなる。

ブレインダー
ビッグ・ダイエックス頭部を形成する、機動性に富む小型迎撃機。Xボンバー機首下面に格納されている。合体時は左右翼を収納し、翼部がそのまま頭部装甲を形成する。着陸時は翼部（ビッグ・ダイエックス後頭部相当）を降着装置にする。左右の翼部にパルスレーザー砲を各一門、計二門装備する。

ジャンボディー
ビッグ・ダイエックス上半身を形成する、火器兵力に優れる中型爆撃機。Xボンバー可動機首部下面に格納されている。合体時は外見上、明白な形状変更を認めるような、大きな変形は行われないが、機首コクピットが摺動移動して、胸部前面に位置している。左右スラスターには各一門、計二門のレーザー砲を装備するほか、ビッグ・ダイエックスの拳が隠されている。ほかに宇宙機雷などを装備している（タカトクトイスから発売された、電撃合身ビッグダイエックスではジャンボデーの名称になっている）。

レッグスター
ビッグ・ダイエックス下半身を形成する、中型駆逐艦。Xボンバー機体左後部・主翼付根のブロックに格納されている。合体時は機体後半下部が展開する形で伸張し、脚部を形成する。機首および双胴の機体の左右に、機首に二門ずつ、機体側面に一門ずつ、計六門のレーザー砲を装備している。履帯を出し、地上では重戦車としての機動力も発揮する。

#### ビッグ・ダイエックス
スーツアクター：上田弘司、高木政人
トリプルアタッカー3機がダイエックス・ジャンクションして、レッグスター・アセプティング、ジャンボディー・セクション、ブレインダー・コンタクトの過程を経て完成する巨大戦闘ロボット。敵機の迎撃、要塞の攻撃などでその戦力を発揮しブラディ・マリーやゲドラからは「化け物」と呼ばれた。
アンチバリヤー機能を内蔵し、パンチやキックのみでゲルマ基地を壊滅する。最大の武器は顔面のX字装甲より発射される破壊光線・Xレイ、さらに右手首のスーパー・カノン、左手首のアーム・ミサイル二基、胸部から発射されるブレスト・ミサイルが主な武器で、前面に展開される敵の攻撃を防ぐXバリヤーも装備されている。
デザイン・造形
永井豪は合体・変形の都合を考慮して頭部のデザインのみで現場に委ね、残りの部分は美術監督の高橋章が担当した。
造型はヒルマモデルクラフト。撮影には、1メートルのミニチュアの他、人が実際に入る膝から上あたりまでのスーツも用いられた。
設定上は、ブレインダーコクピット下にはビッグ・ダイエックス後頭部になるそり（スキッド）と、もう一門のパルスレーザー砲がある。タカトクトイス玩具版では、この2ヶ所は再現されていない。
合体時にブレインダーとジャンボディー、またジャンボディーとレッグスターのドッキングボルトが登場するが、このうちジャンボディーのブレインダーとの合体部位は、デザイン段階ではジャンボディーの主砲になる予定だった。
ジャンボディーは、そのままでは大気圏内の飛行能力がない（揚力を生む形状ではない）ため、タカトクトイス玩具版では追加の機首と主翼を設け、腕部を格納し胸部を展開して飛行形態になる改変が施されている。同様に、ブレインダーも機体後部に大型の推進部が追加装備されている。
2022年現在はレッグスターとブレインダーのコクピット、頭部のシリコン型が残存している。

### ゲルマのメカ
ゲルマ母艦
全長6キロに及ぶ超大型戦闘母艦。太陽系方面先遣隊司令官ブラディ・マリーが全軍の指揮を執る指令旗艦。強固な装甲を持つ外殻生物のようなフォルムでのっぺりと丸い艦首には艦載機の発進口があり、ナマズの髭を思わせるアンテナが生えている。艦隊各所に装備された電磁ビーム砲と艦首のエンブレムから放つゲルマ砲が武器。超常空間サルガッソや木星のメタンの海での長時間の潜航が可能。普段は単艦で移動するが艦首の発進口から次々と空母や戦闘機などの艦艇を発進させ、瞬く間に攻撃艦隊を形成する。最後は、発進口からビッグ・ダイエックスに突入され、内部から破壊された。
- デザイン・造形は三上陸男。初期デザインでは巨大な顔と角を艦首に持つ怪物のようなフォルムであった。

ゲルマ空母
単に「空母」とも。「コズロ空母」とも呼ばれ、よくコズロが乗り込んで陣頭指揮を執っていた。蟻を思わせるフォルムをした大型戦闘艇。船体から左右3本ずつ張り出した計6本のアームの先に1機ずつゲルマファイターを繋留しており、ゲルマ母艦から発進した後それらを展開させる。空母自身も高い攻撃力を持ち、最高2060宇宙ノットで、機動性も高い。
- 初期デザインではブラディ・マリー艦としてデザインされていた。

ゲルマ・ファイター
単座式の小型攻撃機。パイロット仕様の一般兵士「エイリアン」が操縦する1人乗り戦闘機。ダニを思わせるフォルムで、武装は先端の小型ビーム砲1門と心許ないが、編隊を組んで飛来し、何度もXボンバーを窮地に陥れた。また、ラミア捕縛用のマニピュレーターを装備する機体もある。
- 初期デザインでは鳥型メカとしてデザインされていた。

ゲルマ本星
ゲルマ帝国の本拠地であり、ゲルマ魔王の居城。移動する巨大な惑星要塞で、上部に攻撃要塞である魔城「ゲルマ城」を戴き、下部の岩塊部分には多数の艦船を発着させるプラットフォームをいくつも備えている。地球攻撃用のスーパー・キラー光線を外壁にある無数の眼球状の砲門に備える。

### その他のメカ
アストロ・ファイター
冥王星前線基地に配備されている宇宙艇。ゲルマ母艦を迎撃に出撃するが、全滅してしまう。地球基地にも同型の戦闘機が配備されている。
外洋パトロール艦隊
月面に不時着したXボンバーに代わり、ゲルマ軍の攻撃に駆けつけるが、ホログラフィーの罠にかかってしまう。
ドクロ号
ハレーが指揮を執る、幽霊船を思わせる謎の宇宙帆船。
- デザイン画ではドクロの艦首になっていた。

## スタッフ
- メインスタッフ
  - 原作：永井豪
  - 連載：小学館「てれびくん」他 各学習雑誌
  - 企画：池田公雄 / 藤川桂介
  - プロデューサー：池田公雄
  - 構成・脚本：藤川桂介
  - 音楽：BOWWOW / 田崎和隆（バッハリボリューション） / 桜庭伸幸（アドバルーン）平沢進 / （ラミアとシロー）
  - 主題歌：「ソルジャー イン ザ スペース」「銀河漂流」
    - 作詞：藤川桂介
    - 作曲：山本恭司
    - 編曲：バッハリボリューション
    - 唄：BOWWOW
    - 発売：アートユニオン

  - 総監督：三上陸男[19][2]
  - 監督：三上陸男、高橋章、松本清孝、大上典保
- 本編スタッフ
  - 撮影：川崎龍治
  - 照明：高橋洋一
  - 美術：高橋章、部谷京子、野呂真一
  - キャラクターデザイン：高橋章
  - オーディオディレクター：藤野貞義
  - 人形操作：林文明
  - 助監督：松本清孝、馬島哲廣、小前忠秋
  - 記録：堀ヨシ子
  - 編集：山本喜彦（阿良木プロ）
- 特撮
  - 特撮監督：松本清孝、安部安正
  - 撮影：安部安正
  - 照明：土田政雄
  - 美術：大橋実
  - 操演：高城忍、河合徹（GIVS）
  - マットペイント：三上陸男
- 特撮助監督：上田斉
- 合成：山田孝（チャンネル16）
- 効果：依田安文（フィズサウンドクリエイション[注釈 1]）
- 調整：桑原邦男
- 録音制作：オムニバスプロモーション
- 録音スタジオ：ニュージャパンスタジオ
- アシスタントプロデューサー：馬場正英
- 制作主任：高橋文雄
- 制作担当：蔡郁文
- 人形操作：福田明雄
- 人形製作：谷口尚隆[6]、青木聖、松原真人
- 模型製作：倉橋正幸[6]
- 現像：東京現像所
- 製作：フジテレビ、じんプロダクション / コスモプロダクション
- ノンクレジット・スタッフ
  - 美術監督：高橋章[6]
  - 広告代理店：博報堂[20]

人形制作はコスモプロダクションによる。朝日ソノラマ刊『宇宙船』4号の永井豪のインタビューに竹田人形座と発言があるが、同誌5号に訂正文が記載された。

## 放送データ
- 特別番組 : 超宇宙マシーンXボンバー Xボンバー発進準備完了（1980年10月4日放送）

| 放送日          | 話数 | サブタイトル                | 脚本     | 監督              | 特殊技術 |
| --------------- | ---- | --------------------------- | -------- | ----------------- | -------- |
| 1980年 10月11日 | 1    | スクランブル・Xボンバー     | 藤川桂介 | 三上陸男          | -        |
| 10月18日        | 2    | 奇襲ゲルマ艦隊!             | 藤川桂介 | 三上陸男          | -        |
| 10月25日        | 3    | F-01を探し出せ!             | 藤川桂介 | 三上陸男          | -        |
| 11月1日         | 4    | 輸送船団消滅す!             | 藤川桂介 | 高橋章            | 松本清孝 |
| 11月8日         | 5    | 謎の帆船ドクロ号!           | 藤川桂介 | 高橋章            | 松本清孝 |
| 11月15日        | 6    | 旅立つXボンバー!            | 藤川桂介 | 三上陸男          | 松本清孝 |
| 11月22日        | 7    | 重力墓場の死闘!             | 藤川桂介 | 三上陸男          | 松本清孝 |
| 11月29日        | 8    | 涙を越えて銃撃せよ!         | 藤川桂介 | 三上陸男          | 松本清孝 |
| 12月6日         | 9    | 追いつめられた司令官!       | 藤川桂介 | 三上陸男          | 松本清孝 |
| 12月13日        | 10   | 銀河漂流                    | 藤川桂介 | 三上陸男          | 松本清孝 |
| 12月20日        | 11   | サヨナラ永遠の戦場!         | 藤川桂介 | 高橋章            | 松本清孝 |
| 12月27日        | 12   | 宿敵はカスター大尉          | 藤川桂介 | 高橋章            | 松本清孝 |
| 1981年 1月3日   | 13   | 激闘! Xボンバー対ゲルマ軍団 | 藤川桂介 | 三上陸男          | 松本清孝 |
| 1月10日         | 14   | 宿命の少女ラミア            | 藤川桂介 | 高橋章            | 松本清孝 |
| 1月17日         | 15   | XボンバーM星に死す!         | 藤川桂介 | 三上陸男          | 安部安正 |
| 1月24日         | 16   | 連れ去られたラミア          | 藤川桂介 | 三上陸男          | 安部安正 |
| 1月31日         | 17   | 氷の牢獄で眠れ!             | 藤川桂介 | 大上典保          | 安部安正 |
| 2月7日          | 18   | ブラディマリー昇進!         | 藤川桂介 | 大上典保          | 安部安正 |
| 2月14日         | 19   | 牢獄惑星を爆破せよ!         | 藤川桂介 | 大上典保          | 安部安正 |
| 2月21日         | 20   | F-01暗殺作戦                | 藤川桂介 | 松本清孝          | 安部安正 |
| 2月28日         | 21   | M13総攻撃開始!              | 藤川桂介 | 松本清孝          | 安部安正 |
| 3月7日          | 22   | M13明日なき戦い!            | 藤川桂介 | 松本清孝          | 安部安正 |
| 3月14日         | 23   | ゲルマ母艦へ突入せよ!       | 藤川桂介 | 大上典保          | 安部安正 |
| 3月21日         | 24   | 地球絶体絶命!               | 藤川桂介 | 三上陸男 大上典保 | 安部安正 |
| 3月28日         | 25   | 銀河新世紀元年              | 藤川桂介 | 三上陸男 大上典保 | 安部安正 |

- 第9話、13話、18話の3話分は総集編（3話とも一部に新撮影場面あり。）

## 放送局
- フジテレビ：土曜 18:00 - 18:30
- 北海道文化放送：土曜 18:00 - 18:30[21]
- 秋田テレビ（1984年に放送）：月曜 - 金曜 5:55 - 6:25[22]
- テレビ岩手（1982年に放送）：日曜 7:15 - 7:45[23]
- 山形テレビ：月曜 17:00 - 17:30[24]
- 仙台放送：金曜 19:00 - 19:30[25]
- 石川テレビ：木曜 6:45 - 7:15[26]
- 近畿放送
- サンテレビ
- 福岡放送：日曜

## 関連商品
- LD-BOX：1993年にテレビ東京エンタープライズより発売。

本編25話と英語版総集編（字幕なし）を収録。ただしオープニングは後期のものしか収録されていない。
- DVD-BOX：パイオニアLDCから2002年11月29日発売。

LD-BOXの内容に予告編を追加。
- REMASTER DVD-BOX：バンダイビジュアルから2013年4月24日発売。

本編映像はデジタルリマスターを使用。英語版総集編「SPACE QUEST F-01」を特典映像として収録。
- 組曲 Xボンバー BOWWOW (サントラLP:1980 SMSレコード/CD:2011年1月12日 POLYSTER SONGSから発売)

XボンバーのBGM・音楽集だが、BOWWOWが担当した楽曲のみ収録。そのため、番組内メインに使用された「Xボンバーのテーマ」「ゲルマ攻撃のBGM」「合体のBGM」等、主要なBGM音源が収録されていない。

## 漫画
『てれびくん』で連載された漫画版は『漫画十番勝負! vol.1 豪!go!!テレビコミック傑作選』（双葉社1999年）に収録されている。
- 『月刊少年ジャンプ』（集英社）に1980年6月から8月号まで連載。作画は蒲原直樹。全3話。
- 『てれびくん』（小学館）に1980年11月から1981年4月号まで連載された。作画はおのまこと。

## 海外展開
- 『サンダーバード』など、特撮人形劇では本家であるイギリスで、『STAR FLEET』のタイトルで放送され人気を博した[2]。主題歌、BGMはイギリスで新たに制作された。『サンダーバード』のプロデューサーをつとめたジェリー・アンダーソンの元妻である、シルヴィア・アンダーソンが本作品のプロデューサーをつとめた。
- クイーンのギタリスト、ブライアン・メイの息子が本作品の大ファンであり、それがきっかけでブライアンはエディ・ヴァン・ヘイレンらとイギリス版の主題歌「STAR FLEET PROJECT」（邦題「無敵艦隊スター・フリート！」）が収録されたミニアルバム『Star Fleet Project』（邦題：『無敵艦隊スターフリート』）を制作[1][2]。ブライアン初のソロ・アルバムとなった[2]。ジャケットはビッグ・ダイエックスの写真が使われており、プロモーションフィルムは、第4話、第11話のビッグ・ダイエックスの戦闘シーンとキリ―の名場面を中心に編集されている[2]。ブライアン自身は、第11話に登場するキリー王女の大ファンだという。該当のアルバムは当時の日本でも話題になったが、ジャケットの「ビッグ・ダイエックス」は音楽関係者には認知されておらず、イギリスの番組のものとしか言及されていない。
- フランスでは『BOMBER X』のタイトルで放送され、主題歌はフランス版が制作された。BGMは日本とほぼ同じだが、部分的にフランス・オリジナル曲が使用されている。

## 備考
- ビッグ・ダイエックスへの合体シーンなどに使われていた劇中BGMは、編曲が異なる「ビューティフル・フライト」という題名で、『ワールドプロレスリング』における木村健悟の入場テーマ曲として使用されていた時期もあった。
- アニメ版『戦勇。』4〜5話の冒頭荒筋で数多の魔物の一体としてビッグ・ダイエックスが登場している。
- アニメ『そらのおとしものf』第6話EDにて番組キャストによる「ソルジャー・イン・ザ・スペース」が採用されている。
- タカトクトイスから発売された『電撃合身ビッグダイエックス』では、ブレインダー後部のドッキングボルトにブースターが追加装備されていた。また、ジャンボディーの腕部の基本成形色が青でさらに変形が劇中の変形と異なり胴体に格納する形を取っていた（腕部を収納しなければ劇中同様の合体プロセスも一応は再現可能）。株式会社EVOLUTION TOYから発売された『ダイナマイトアクション No.12 Xボンバー ビッグ・ダイエックス』の場合は、その磁石使用の構造上からレッグスターの変形が追加部品を使用する形に変更されている。
- 『科学救助隊テクノボイジャー』は本作品の終了後に作られた企画案の一つと思われる[2]。